# Джон Флюгел
Джон Карл Флюгел (на английски: John Carl Flügel) е английски психоаналитик, почетен член на Британското психоаналитично общество и Индийското психоаналитично общество.

## Биография
Роден е на 13 юли 1884 година в Лондон, Великобритания, в семейството на баща германец и майка англичанка. Тъй като има вродена малформация на крака не ходи на обикновено училище и влиза в Оксфордския университет още на 17 години, където получава докторат по философия. Започва да се интересува от експериментална психология и под влиянието на Уилям Макдугъл учи известно време във Вюрцбург, преди да се присъедини към Чарлз Спиърман в Лондонския университет. Там той получава втори докторат по експериментална психология и преподава като допълнителен професор в периода 1929 – 1944 година.
Флугел влиза в Британското психоаналитично общество и последователно е почетен секретар (1911 – 1920), почетен библиотекар (1911 – 1932) и президент (1932 – 1935). Анализиран е от Ърнест Джоунс.
Джон Флюгел, с помощта на Джон Рикман, Дъглас Браян и Ърнест Джоунс, създава Международния журнал за психоанализа през 1920 г. През 1915 – 1917 заедно с Ърнест Джоунс и Джоан Ривиер превежда „Уводни лекции в психоанализата“.
Оженва се за Ингеборг Клинберг, също психоаналитик, от която има една дъщеря.
Умира на 6 август 1955 година в Лондон на 71-годишна възраст.

## Кратка библиография
- Flügel, John Carl. (1921). The psycho-analytic study of the family. London: Hogarth and the Institute of Psycho-Analysis.
- Flügel, John Carl. (1930a). Psychoanalysis: Its status and promise. In Carl Murchison (Ed.), Psychologies of 1930. Worcester, MA: Clark University Press.
- Flügel, John Carl. (1930b). The psychology of clothes. London: Hogarth Press.
- Flügel, John Carl. (1945). Man, morals, and society. New York: International Universities Press.